# Ergavia costimaculata
Ergavia costimaculata är en fjärilsart som beskrevs av Louis Beethoven Prout 1913. Ergavia costimaculata ingår i släktet Ergavia och familjen mätare. Inga underarter finns listade i Catalogue of Life.